# Беспалов, Виктор Иванович
Виктор Иванович Беспалов (13 ноября 1925 — 28 сентября 2011) — советский и российский физик, специалист в области радиофизики, нелинейной оптики, физики твердотельных лазеров. Лауреат Государственной премии СССР, премии Совета Министров СССР и премии Правительства РФ.

## Биография
Родился в селе Букалей Арзамасской области в семье крестьянина-середняка. После окончания 7 классов в 1940 году поступил на учёбу в Горьковский радиотехникум. В январе 1943 года призван в армию, в которой сначала прошёл обучение в Саранском пехотном училище, а затем служил в составе 6-й гвардейской воздушно-десантной стрелковой дивизии. Принимал участие в сражениях на Курской дуге. Получил тяжёлое ранение, полгода лечился, затем вернулся к работе счетовода в колхозе.
В 1945 году возвращается в радиотехникум и продолжает учёбу. После окончания техникума в 1947 году поступает на учёбу в Горьковский государственный университет на недавно открытый радиофизический факультет.
Окончил Горьковский государственный университет с отличием по специальности радиофизика в 1953 году. С 1953 по 1956 годы обучался в аспирантуре радиофизического факультета ГГУ и работал в должности младшего научного сотрудника в Горьковском исследовательском физико-техническом институте (ГИФТИ). С 1957 года работал в Научно-исследовательском радиофизическом институте (НИРФИ). Возглавлял один из отделов института.
В 1959 году под руководством А. В. Гапонова-Грехова защитил кандидатскую диссертацию на тему «Некоторые вопросы распространения электромагнитных волн в линиях передачи со случайными неоднородностями». В 1971 году защитил докторскую диссертацию «Вопросы теории генерации и нелинейного преобразования когерентного света».
В 1977 году переходит на работу в только что созданный Институт прикладной физики АН СССР. Здесь занимает должность заместителя директора по научной работе. В 1996 году переходит на должность заведующего отделом. С 1999 года — главный научный сотрудник института.

## Преподавание
Читал курсы лекций «Электродинамика сверхвысоких частот» и «Оптические квантовые генераторы» в Нижегородском государственном университете и Нижегородском педагогическом институте.
В 1974 году В. И. Беспалову было присвоено учёное звание профессора по кафедре «квантовая радиофизика».

## Награды
- орден Славы III степени
- орден Отечественной войны I степени
- орден Трудового Красного Знамени
- лауреат Государственной премии СССР за работу «Обращение волнового фронта света при вынужденном рассеянии гиперзвука» (1983)
- лауреат премии Совета Министров СССР за работу «Использование обращения волнового фронта в системах наблюдения» (1990)
- лауреат премии Правительства РФ за разработку технологии изготовления крупногабаритных моносекториальных оптических элементов из кристаллов KDP и DKDP для мощных лазерных систем (скоростное выращивание кристаллов, оптико-механическая обработка, исследование, внедрение) (1997)